# Liste der geschützten Landschaftsbestandteile im Landkreis Ebersberg
Im Landkreis Ebersberg gab es im April 2024 insgesamt 31 ausgewiesene geschützte Landschaftsbestandteile.

## Geschützte Landschaftsbestandteile
| Schauerachgraben (Quellfassung Kupfgraben)                      | BW | 1             | Aßling                         | ⊙   |      |           |
| Aßlinger Filze                                                  | BW | LB-00129 / 2  | Aßling                         | ⊙   | 2,65 |           |
| Streuobstbestand Loitersdorf                                    | BW | 3             | Aßling                         | ⊙   |      |           |
| Büchsenberg                                                     | BW | LB-00124 / 4  | Aßling                         | ⊙   | 1,22 |           |
| Streuobstwiese Baiern                                           | BW | 5             | Baiern                         | ⊙   |      |           |
| Kastaniengruppe an der Kapelle in Gmaind                        | BW | 6             | Ebersberg                      | ⊙   |      |           |
| Eiche Ebersberg-Südwest                                         |    | 7             | Ebersberg                      | ??? |      |           |
| Blutbuche in der Sudetenstraße                                  | BW | 8             | Ebersberg                      | ⊙   |      |           |
| Buche                                                           | BW | 9             | Ebersberg                      | ⊙   |      |           |
| Blutbuche Hohenlindener Straße                                  | BW | 10            | Ebersberg                      | ⊙   |      |           |
| Spezigraben südlich von Stachet                                 | BW | LB-00128 / 11 | Frauenneuharting               | ⊙   | 1,83 |           |
| Walnussbaumbestand am Hanfland und Jakobneuharting              | BW | 12            | Frauenneuharting               | ⊙   |      |           |
| Birkenallee an der Feldkirchener Straße                         | BW | 13            | Glonn                          | ⊙   |      |           |
| Landschafts- und ortsbildprägende Esche in Glonn                | BW | 14            | Glonn                          | ⊙   |      |           |
| Buche an der Quellenstraße                                      | BW | 15            | Glonn                          | ⊙   |      |           |
| Schauerachgraben am Leberspolt                                  |    | 16            | Grafing                        | ??? |      |           |
| Eichen-Hainbuchen-Bestand in Nettelkofen                        | BW | 17            | Grafing                        | ⊙   |      |           |
| Linde                                                           | BW | 18            | Grafing                        | ⊙   |      |           |
| Alter Bahndamm zwischen Grafing bei München und Glonn           |    | LB-00123 / 19 | Bruck, Moosach, Glonn, Grafing | ⊙   | 13,5 |           |
| Gehölzbestand am Spannleitenberg                                |    | 20            | Kirchseeon                     | ??? |      |           |
| 4 Eichen in der Siedlerstraße                                   | BW | 21            | Kirchseeon                     | ⊙   |      |           |
| Ahornbäume am Schießstättenweg                                  |    | 22            | Markt Schwaben                 | ??? |      |           |
| Ehemaliger Ziegelweiher mit Umgebung südwestlich von Esterndorf | BW | LB-00122 / 23 | Oberpframmern                  | ⊙   | 1,58 |           |
| Eiche                                                           | BW | 24            | Oberpframmern                  | ⊙   |      |           |
| Kamösl-Weiher mit Umgriff                                       | BW | 25            | Oberpframmern                  | ⊙   |      | Nov. 2016 |
| Kiesgrube südlich von Pliening                                  | BW | LB-00125 / 26 | Pliening                       | ⊙   | 1,92 |           |
| Linden                                                          | BW | 27            | Steinhöring                    | ⊙   |      |           |
| Eichengruppe am Ortsrand von Abersdorf                          | BW | 28            | Steinhöring                    | ⊙   |      |           |
| Ernst-Mach-Wäldchen                                             | BW | LB-00126 / 29 | Vaterstetten                   | ⊙   | 1,66 |           |
| Fläche in Parsdorf                                              | BW | 30            | Purfing (Vaterstetten)         | ⊙   |      |           |
| Fläche in Parsdorf                                              | BW | 31            | Purfing (Vaterstetten)         | ⊙   |      |           |
| Pöringer Ziegelweiher                                           | BW | LB-00127 / 32 | Pöring (Zorneding)             | ⊙   | 0,84 |           |
| Legende für Geschützter Landschaftsbestandteil                  |    |               |                                |     |      |           |